# Тот, Иштван (борец)
Иштван Тот (венг. Tóth István; род. 3 октября 1951, Сольнок) — венгерский борец греко-римского стиля, призёр Олимпийских игр, двукратный чемпион мира, неоднократный призёр чемпионатов Европы, девятикратный (1973, 1974, 1976, 1977, 1978, 1980, 1981, 1982, 1984) чемпион Венгрии.

## Биография
Начал заниматься борьбой в подростковом возрасте. В 1973 году завоевал первый титул чемпиона страны, однако в сборную попал лишь в 1975 году (был вынужден уступать место Ласло Реци), а впервые выступил на международной арене в 1976 году, но остался на чемпионате Европы лишь девятым.
В 1979 году завоевал титул чемпиона мира. В том же году остался вторым на Гран-при Германии.
На Летних Олимпийских играх 1980 года в Москве боролся в полулёгком весе (до 62 килограммов). Регламент турнира оставался прежним, с начислением штрафных баллов; за чистую победу штрафные баллы не начислялись, за победу с явным преимуществом начислялось 0,5 штрафных балла, за победу по очкам 1 балл, за поражение с явным преимуществом соперника 3,5 балла и за чистое поражение 4 балла. Как и прежде, борец, набравший 6 штрафных баллов, из турнира выбывал. Титул оспаривали 11 борцов.
Иштван Тот к финальной встрече подошёл имея всего один штрафной балл, во всех остальных встречах будучи на голову выше соперников. Но в финальной встрече со Стелиосом Мигиакисом был дисквалифицирован за пассивность.

Так вот, о поединке. Как ни старались борцы, ничего у них не получалось. Когда ни один из соперников не проводит приемов, кажется, что схватка неинтересна. Так-то оно так, но необходимо понимать и внутреннее её содержание. Спортсмен должен до конца выдержать невероятную физическую и психическую нагрузку. Судьи дали обоим по два предупреждения, нервы на пределе. А если третье? Прощай, медаль. В самый решительный момент нужно найти какие-то дополнительные силы, чтобы усилить давление, резче идти на сближение. Стилианос нашёл такие резервы. Незадолго до конца поединка судьи признали, что Тот заметно устал и не столь активен, как Мигиакис.— http://www.offsport.ru/olympic/moskva-80/stylianos-migiakis.shtml Чемпион с острова Крит (Стилианос Мигиакис)
| Выступление на Олимпийских играх 1980 года | Выступление на Олимпийских играх 1980 года | Выступление на Олимпийских играх 1980 года | Выступление на Олимпийских играх 1980 года | Выступление на Олимпийских играх 1980 года | Выступление на Олимпийских играх 1980 года | Выступление на Олимпийских играх 1980 года | Выступление на Олимпийских играх 1980 года |
| Круг                                       | Соперник                                   | Страна                                     | Результат                                  | Счёт                                       | Баллы                                      | Всего баллов                               | Время схватки                              |
| ------------------------------------------ | ------------------------------------------ | ------------------------------------------ | ------------------------------------------ | ------------------------------------------ | ------------------------------------------ | ------------------------------------------ | ------------------------------------------ |
| 1                                          | Хулам Санай                                | Афганистан                                 | Победа                                     | Туше                                       | 0                                          | 0                                          | 1:21                                       |
| 2                                          | Панайот Киров                              | Болгария                                   | Победа                                     | Дисквалификация                            | 0                                          | 0                                          | 7:00                                       |
| 3                                          | Радван Карут                               | Сирия                                      | Победа                                     | Дисквалификация                            | 0                                          | 0                                          | 7:06                                       |
| 4                                          | Борис Крамаренко                           | Союз Советских Социалистических Республик  | Победа                                     | Дисквалификация                            | 0                                          | 0                                          | 7:27                                       |
| 5                                          | Ивица Фргич                                | Югославия                                  | Победа                                     | 8-4                                        | -1                                         | -1                                         | 9:00                                       |
| 6                                          | Стелиос Мигиакис                           | Греция                                     | Поражение                                  | Дисквалификация                            |                                            |                                            | 8:27                                       |

В 1981 году подтвердил свой статус сильнейшего в мире, на чемпионате Европы был только пятым. В 1982 году на чемпионате мира был пятым, а на чемпионате Европы был бронзовым призёром.  На розыгрыше Кубка мира 1982 года выступал в полулёгком и лёгком весах, занял пятое и седьмое места соответственно. В 1984 году остался седьмым на чемпионате Европы.
По окончании карьеры стал спортивным судьёй и функционером федерации борьбы Венгрии. Женат, у него пять детей 